# Россош (Бяльский повет)
Россош (пол. Rossosz) — деревня в Бяльском повете Люблинского воеводства Польши. Административный центр гмины Россош. По данным переписи 2011 года, в деревне проживало 1022 человека.

## География
Деревня расположена на востоке Польши, на берегах рек Мулавы и Зелявы, на расстоянии приблизительно 20 километров к югу от города Бяла-Подляска, административного центра повета. Абсолютная высота — 145 метров над уровнем моря. Через населённый пункт проходит региональная автодорога 812.

## История
В XVI веке Россош находилась в руках семьи Дембицких, которые построили костёл и основали католический приход. В 1556 году поселение получило статус города, а около 1599 года ему был даровано магдебургское право. В 1624 году гетман Станислав Конецпольский передал Россош в управление Николаю Фирлею, каштеляну войницкому. В 1640 году город был сожжён и разграблен лисовчиками. Однако уже в 1645 году Фирлей заново отстроил город. В дальнейшем, в разное время, Россошью владели семьи Рысинских, Потоцких и Оссолинских.
По данным на 1827 год имелось 176 дворов и проживало 1092 человека. Согласно «Справочной книжке Седлецкой губернии на 1875 год» посад Россош являлся центром одноимённой гмины в составе Бельского уезда Седлецкой губернии. В 1912 году Бельский уезд был передан в состав новообразованной Холмской губернии. Население посада того периода составляло до 2800 человек. Имелись одноклассное училище Министерства народного просвещения.
В период с 1975 по 1998 годы деревня входила в состав Бяльскоподляского воеводства.

## Население
Демографическая структура по состоянию на 31 марта 2011 года:
|         | Всего | До трудоспособного возраста | Трудоспособного возраста | Старше трудоспособного возраста |
| ------- | ----- | --------------------------- | ------------------------ | ------------------------------- |
| Мужчины | 508   | 115                         | 340                      | 53                              |
| Женщины | 514   | 103                         | 293                      | 118                             |
| Всего   | 1022  | 218                         | 633                      | 171                             |